# Östersund-Frösö Slalomklubb
Östersund-Frösö Slalomklubb (ÖFS) , är en alpin skidklubb i Östersund. 

## Historia
Klubben bildades den 14 november 1951 sedan slalomsektionerna inom IFK Östersund och Frösö IF beslutat gå ihop och bilda en specialklubb för alpin skidåkning. Anledningen var att utförsåkarna i de två klubbarna ansåg sig hamna i skymundan bakom de övriga sektionerna, och dessutom kände att de behövde stärka sig i konkurrensen från Åre Slalomklubb. Clas Peyron valdes till klubbens första ordförande, och klubbens första SM-medalj erhölls kort därefter genom Stig ”Solla” Sollanders SM-guld i störtlopp 1952.
Åtskilliga mästare har fostrats i ÖFS: Åke Nilsson, Stig Sollander, Anita Olsson, Peter Risrner, Vivi-Anne Wassdahl, Lena och Lotta Sollander, Gudmund Söderin, Håkan Burman, Torsten och Björn Jakobsson, Kerstin Hansson, Camilla Nilsson, Kristina Andersson, Ylva Nowén och Anna Ottosson.